# 南莫林鎮區 (伊利諾伊州羅克艾蘭縣)
南莫林鎮區（英語：South Moline Township）是位於美國伊利諾伊州羅克艾蘭縣的一個行政鎮區。

## 地方資料
根據2010年美國人口普查的數據，南莫林鎮區的面積為43.90平方千米，當中陸地面積為41.40平方千米，而水域面積為2.50平方千米。當地共有人口35825人，而人口密度為每平方千米816.06人。